# Girolamo Tonioli
Girolamo Tonioli (dopo il 1710 – dopo il 1793) è stato un librettista italiano.

## Biografia
Della vita del Tonioli si conosce molto poco; per ricostruirla si deve ricorrere a fonti indirette in assenza di documentate testimonianze sulla sua persona. Di conseguenza, è più o meno tracciabile solo il periodo attivo della vita del Tonioli, quello cioè che si colloca tra gli anni 1770 e 1790.
Tonioli fu per la prima volta a Lisbona agli inizi degli anni 70. Qui pubblicò la sua prima opera conosciuta: Il Bejglierbej di Caramania,  un dramma giocoso scritto per il compositore Giuseppe Scolari. Questa opera ricevette la sua prima rappresentazione nel 1771, durante il periodo di Carnevale, nel Teatro del Bairro Alto, e fu un successo. Tonioli la dedicò "all'Illmo Signore il Cavaliere Giovanni Hort, console generale della Gran Britannia alla corte del Portogallo".
Poco dopo Tonioli scrisse un'opera più breve : Il voto di Iefte, un "dramma sacro" che venne posto in musica dal compositore portoghese Pedro António Avondano (1714–1782) e rappresentato a Lisbona sempre nel 1771, ma con minor successo.
Il successo del Bejglierbej di Caramania (ovv. Il Begliar-Bey di Caramania) motivò una nuova produzione, su musica di Giuseppe Amendola (Palermo 1750 - Palermo 1808) nel 1776 in Spagna, ove Tonioli si era trasferito. La prima rappresentazione di quest'opera, che in spagnolo venne chiamata pure El Belerbey de Calamania, si svolse durante il Carnevale dell'anno 1776 nel Teatro del Real Sitio di El Pardo, une località che oggigiorno fa parte di Madrid. Nel 1777 venne rappresentata pure a Madrid nello stile di zarzuela, sotto il nome spagnolo El Belerbey, ridotta a due atti invece dei tre originali. Con il nome La schiava fedele, dramma in musica, questa stessa opera fu presentata infine a Bologna nel 1778, pure in due atti.
Sempre nel 1776 Tonioli scrisse Le due gemelle, un dramma giocoso che fu posto in musica da Antonio Tozzi ed ebbe la sua prima a San Ildefonso (ossia Real Sitio de la Granja de San Ildefonso). L'anno 1776 sembra segnare la fine della produzione iberica del Tonioli.
A Londra Tonioli giunse probabilmente agli inizi degli anni 1780, come componente dell'orchestra del King's Theatre (Haymarket), tanto da essere ricordato come violoncellista in concerti degli anni 1782-1783 e 1785.
Avrebbe lavorato anche come librettista al King's Theatre, che rappresentò l'opera Le Gemelle, scritto da Tonioli basandosi su Le due gemelle, con una musica “interamente nuova” (sic) che compose Pasquale Anfossi.
Gli anni passati al King's Theatre non furono tuttavia fecondi e Tonioli non era ancora noto quando, dopo la distruzione del Teatro nell'incendio del 1789, firmò il 26 luglio 1790 col direttore del Pantheon, Robert Bray O'Reilly, un contratto in quanto "house poet", ovvero librettista di casa. Fu quindi al Pantheon che fu rappresentata l'opera seria Armida il 17 febbraio 1791 su musica di Antonio Sacchini. Questo libretto di Tonioli, tradotto in inglese da O'Reilly, si basa su un'opera di Giovanni De Gamerra, già rappresentata nel 1772 a Milano su musica dello stesso Sacchini. Nel giugno 1791, Tonioli ebbe un successo maggiore con La locanda, un altro dramma giocoso in due atti musicato da Giovanni Paisiello. Questo libretto di Tonioli era una adattamento dell'opera omonima di Giovanni Bertati. La locanda fu presentata poi nel 1792 al Royal Theatre (Haymarket). Il Pantheon incontrò maggiori difficoltà finanziarie dal 1791, ma Tonioli venne posto lo stesso sotto contratto il 26 luglio 1791 per una nuova stagione. Ricevette l'incarico di scrivere una nuova opera con il compositore Joseph Mazzinghi (Londra 1765 - Downside 1844), molto probabilmente Zaffira, ma essa non fu mai compiuta. 
Invece, Tonioli continuò a lavorare su La locanda, che fu rivisitata sotto il nome Il fanatico in berlina, sempre con musica del Paisiello, e rappresentata per la prima volta durante il Carnevale dell'anno 1792 al Teatro dei Fiorentini di Napoli, e successivamente in varie città italiane (Milano, Venezia, Firenze), a volte sotto il nome La locanda del falcone. Sembra verosimile che il Tonioli si sia trasferito nella Penisola nell'anno 1791 o 1792.

## Opere
Sono indicati il nome del compositore e la data e il luogo della prima rappresentazione:
- Il Bejglierbej di Caramania, Giuseppe Scolari, (1771, Lisbona).
- Il voto di Iefte, Pietro Antonio Avondano, (1771, Lisbona).
- Il Beglierbei di Caramania, Giuseppe Amendola, (1776, Madrid [El Pardo]); El Belerbey di Caramania, zarzuela, (Madrid 1777) ; La schiava fedele, (1778, Bologna).
- Le due Gemelle, Antonio Tozzi, (1776, San Ildefonso).
- Le Gemelle, Pasquale Anfossi, (1784, Londra [King's Theatre]).
- Armida, Antonio Sacchini, (1791, Londra [Pantheon]).
(Adattamento di un libretto di Giovanni De Gamerra (1772); già rappresentata al King's nel 1780 sotto il suo nome originale Rinaldo.)
- La locanda, Giovanni Paisiello, (1791, Londra [Pantheon]).
(Adattamento di un libretto di Giovanni Bertati.)
- Zaffira, Joseph Mazzinghi, (incompiuta).